# Thomas Krause (1971)
Pour les articles homonymes, voir Thomas Krause et Krause.
Thomas Krause, né en 1971, est un coureur allemand du combiné nordique.

## Carrière sportive
Il est le vainqueur du classement général de la Coupe du monde B 1992.
Il a remporté une victoire (le 12 janvier 1992 à Berchtesgaden : un gundersen K90 / 15 km) lors de la saison 1991/1992 de Coupe du monde B, ainsi que trois podiums, à chaque fois dans le même format d'épreuve. Il représente le club SC Motor Zella-Mehlis.

## Palmarès

### Coupe du monde B

#### Classement général
| Saison | Rang |
| ------ | ---- |
| 1992   | 1er  |

#### Podiums
| no | Date             | Lieu          | Format                | Temps du vainqueur | Rang | Débours  | Gagnant            |
| -- | ---------------- | ------------- | --------------------- | ------------------ | ---- | -------- | ------------------ |
| 1  | 21 décembre 1991 | Planica       | Gundersen K90 / 15 km | ?                  | 2    | ?        | Martin Bayer (cs)  |
| 2  | 12 janvier 1992  | Berchtesgaden | Gundersen K90 / 15 km | ?                  | 1    | -        | -                  |
| 3  | 15 février 1992  | Klingenthal   | Gundersen K90 / 15 km | 42: 34.3           | 3    | 01: 12.3 | Uwe Prenzel        |
| 4  | 22 février 1992  | Szczyrk       | Gundersen K90 / 15 km | ?                  | 3    | ?        | Stanisław Ustupski |